# Selenodézie
Selenodézie nebo selénodézie (řecky Σελήνη = Měsíc, δαιζω = dělit) je vědní obor zabývající se zkoumáním tvaru a rozměru Měsíce a také jeho gravitačního pole. Jedná se de facto o obdobu geodézie. Jedním ze základních úkolů selenodézie je určení přesné polohy bodů v trojrozměrné souřadnicové síti, dále lze pomocí jejich metod určit např. absolutní výšku zvolených lunárních objektů, místní směry tíže apod. Selenodetická měření předcházejí mapování, kterým se poté zabývá selenografie.

## Významní selenodetové
- Igor Vladimirovič Bělkovič (1904–1949) - sovětský selenodet[3]